# 관음죽
관음죽(觀音竹, Broadleaf Lady Palm)은 관음죽속에 딸린 종려의 일종이다. 중국 남부와 타이완 원산이며, 야생에서는 발견된 바 없이 중국에서 재배된 것들만 존재한다. 일본의 에도 막부에서 관상용으로 키우던 것이 유럽으로, 아메리카로 퍼져나갔다. 빛과 습기가 적어도 잘 살아서 서구의 실내에서도 널리 길러지고 있다. 학명은 라피스 엑스켈사(Rhapis excelsa)로, 그리스어로 풀면 속명은 "바늘", 종명은 "키 큰"이라는 뜻이다. 하지만 정작 관음죽은 관음죽속에서 가장 큰 식물이 아니다.